# Pristimantis dundeei
Pristimantis dundeei es una especie de anfibio anuro de la familia Craugastoridae.

## Distribución
Esta especie habita a unos 800 m de altitud:
- en Brasil en el municipio de Chapada dos Guimarães en el estado de Mato Grosso;
- en Bolivia en el departamento de Santa Cruz en el Parque Nacional Noel Kempff Mercado.[4]

## Descripción
Los machos miden de 22 a 27 mm y las hembras de 34 a 36 mm.

## Etimología
Esta especie lleva el nombre en honor de Harold A. Dundee.

## Publicación original
- Heyer & Muñoz, 1999 : Validation of Eleutherodactylus crepitans Bokermann, 1965, notes on the types and type locality of Telatrema heterodactylum Miranda-Ribeiro, 1937, and description of a new species of Eleutherodactylus from Mato Grosso, Brazil (Amphibia: Anura: Leptodactylidae). Proceedings of the Biological Society of Washington, vol. 112, n.º 1, p. 1-18[5]